# رودي
رودي هي بلدية (كوميون) في مقاطعة كونيو في منطقة بيدمونت الإيطالية، وتقع على بعد حوالي 50 كيلومتر (31 ميل) جنوب شرق تورينو وحوالي 45 كيلومتر (28 ميل) شمال شرق كونيو.
اعتبارًا من 31 ديسمبر 2004، كان عدد سكانها 1426 نسمة ومساحتها 9.4 كيلومتر مربع (3.6 ميل2). 

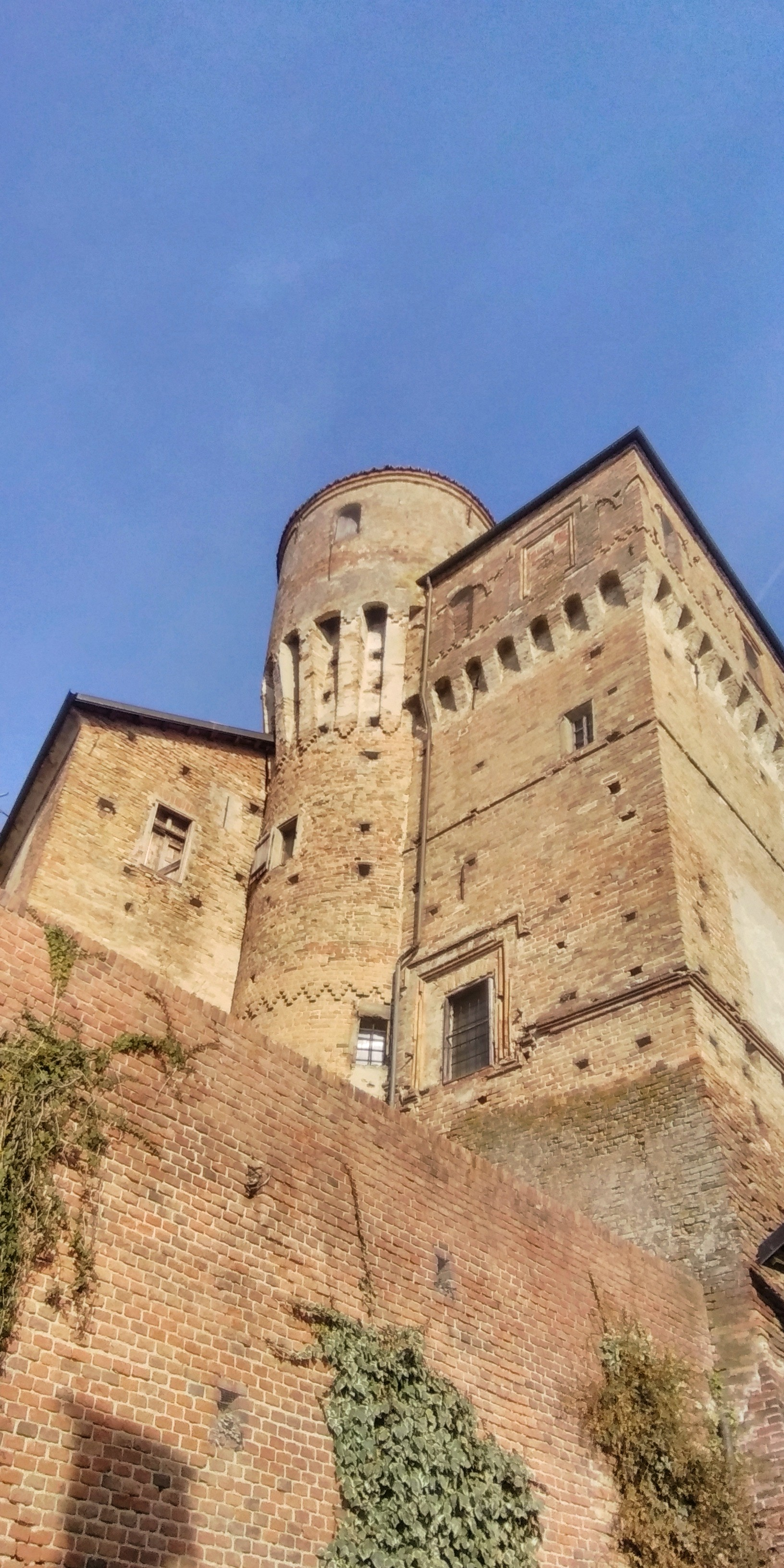
تشتهر رودي بقلعتها التي تعود إلى القرون الوسطى والتي تقع في وسط المدينة

تقع رودي على حدود البلديات التالية: ألبا، لا مورا ومونتيتشيللو دي ألبا، سانتا فيتوريا دي ألبا، فيردونو.